# Qüestionari Proust

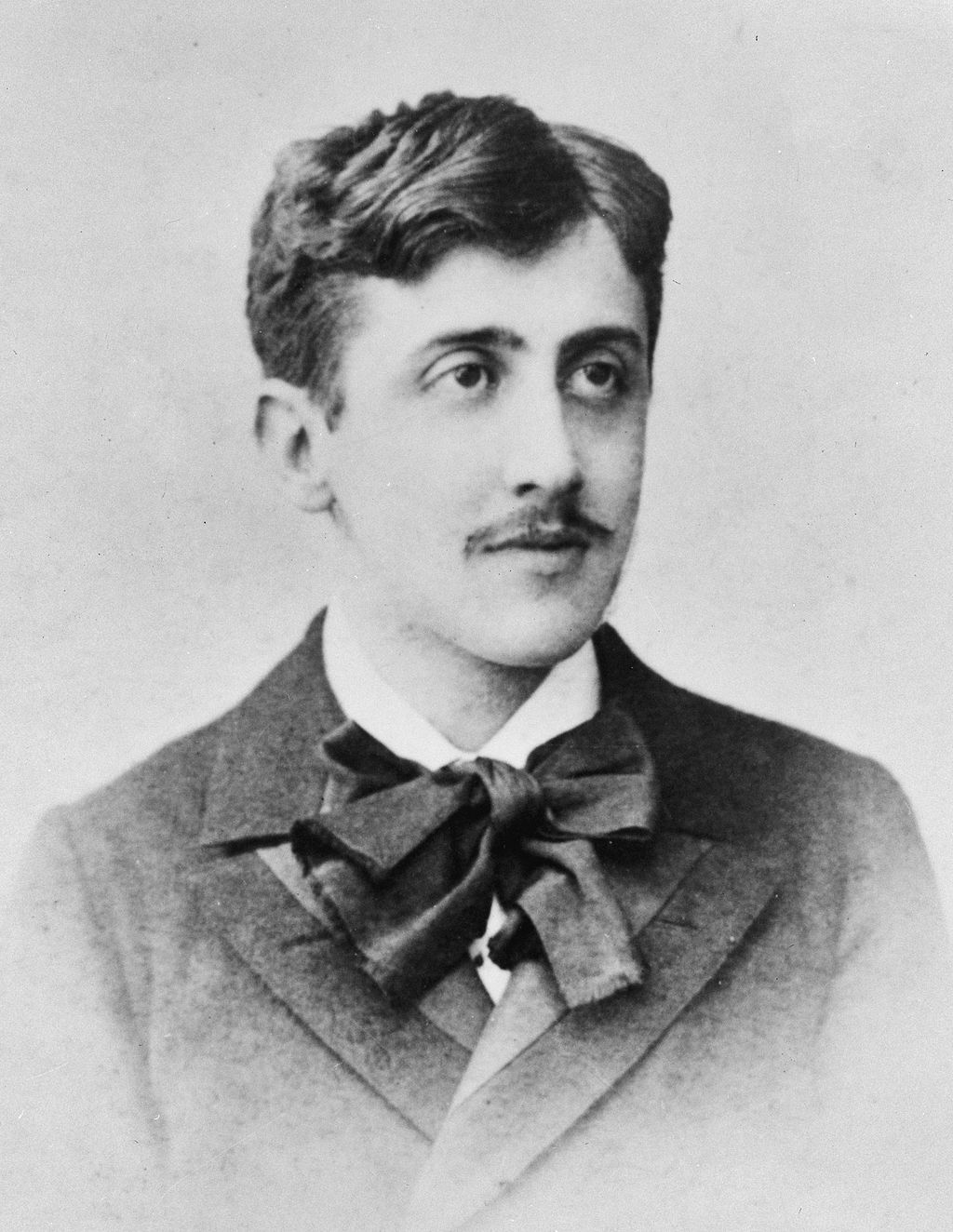
Marcel Proust

El Qüestionari Proust era un joc de saló de finals del segle xix a França i Anglaterra, que consistia a demanar que responguessin una sèrie de preguntes, sempre les mateixes. Proust li va aportar el nom en haver-lo contestat en dues ocasions. Diversos entrevistadors moderns han cregut interessant emprar-lo.
Marcel Proust va contestar aquest qüestionari, que a finals del segle xix era un joc burgès de confidències de saló utilitzat a França i Anglaterra. La seva amiga Antoinette Fèlix Faure, filla del futur president de la República Francesa, li va demanar en dues ocasions, quan ell tenia 14 i 20 anys.
El fill de Faure va descobrir aquest àlbum el 1924 a l'arxiu familiar.
Personatges històrics que l'han contestat són, per exemple Karl Marx, Oscar Wilde, Arhur Conan Doyle, Stéphane Mallarmé o Paul Cézanne.
El periodista francès Léonce Peillard va ser el primer a utilitzar els anys 50 aquesta fórmula a la revista literària “Les Cahiers du Mois”. Bernat Pivot la va recuperar en el seu programa a la televisió francesa “Apostrophes”. El periodista nord-americà James Lipton, presentador de “Inside Actors Studio”, va fer el mateix, però amb algunes preguntes diferents. La revista “Vanity Fair també l'ha incorporat recentment. Una altra versió del qüestionari es fa servir regularment al programa canadenc de ràdio “The Next Chapter”.

## Introducció a Espanya
El Qüestionari Proust va ser introduït a Espanya per iniciativa del jove periodista Lluís Permanyer. L'havia descobert a la biografia escrita per André Maurois. Li va semblar que era una fórmula atractiva per proposar-la al molt acreditat setmanari barceloní Destino i sotmetre-la a grans personatges del món cultural. Va començar amb el ceramista Llorens Artigas: una pàgina sencera va aparèixer el 1962, però a causa d'un error d' impremta no anava signada per Lluís Permanyer. Fins a finals del 1964 va publicar 68 entrevistes. Eren il·lustrades, a més del retrat fotogràfic que feia el mateix periodista, amb la reproducció de la firma i algunes respostes manuscrites, la qual cosa va permetre als catalans que ho fessin en la seva llengua, llavors prohibida a la premsa per la censura franquista.
Va ser la primera vegada que certs creadors estrangers de categoria eren entrevistats per un periodista local, com per exemple Arthur Rubinstein, Georges Simenon, Eugène Ionesco, un Salvatore Quasimodo acabat de ser premiat amb el Nobel, Marcel Achard, Erskine Caldwell o Marcel Marceau. La censura va prohibir publicar l'entrevista del poeta Josep Carner. Va ser la primera vegada que exiliats com José Bergamín, Alejandro Casona o Josep Ferrater Mora i antifranquistes com Joan Coromines van acceptar respondre les històriques preguntes.
El 1967 Permanyer va seleccionar alguns dels personatges publicats a “Destino” per incorporar-los junt amb altres d'inèdits en un llibre. I va aprofitar llavors per convèncer per exemple Josep Pla, però també Joan Miró i Salvador Espriu, els quals s'havien negat a fer-ho en l'obligat castellà de “Destino”.
S'avançava així a la publicació a França el 1969 d'un llibre semblant.
Ja redactor de “La Vanguardia”, Permanyer va rebre l'encàrrec del director d'introduir al diari el Cuestionario. Y entre el 1978 i 1980 va publicar 81 entrevistes, sempre a personatges destacats de la cultura espanyola i estrangera. Malgrat que, donada la singularitat de la transició, li va semblar ben oportú incorporar-hi els polítics més representatius del moment: Felipe González, Santiago Carrillo i Manuel Fraga Iribarne. Totes les entrevistes van ser també aplegades en un llibre (5) el 1981.